# Guerra dei mille giorni
La guerra dei mille giorni (in spagnolo guerra de los mil días) è stata una guerra civile combattuta, tra il 1899 ed il 1902, nella neonata Repubblica di Colombia, che vide pesantemente coinvolta Panama, a quel tempo semplice dipartimento colombiano, e contrapposti il Partito Conservatore ed il Partito Liberale, con le rispettive frange radicali.
Nel 1899 il Partito Conservatore, in quel momento al potere, venne accusato di aver assunto il potere avendo effettuato brogli elettorali. La situazione politica si radicalizzò sempre più, anche per via della crisi economica causata dal crollo del prezzo del caffè sul mercato internazionale; un crollo che aveva soprattutto danneggiato gli esponenti del Partito Liberale. L'esito del conflitto vide vittorioso il governo colombiano e provocò la successiva separazione di Panama nel 1903.

## Storia

### Preludio della guerra civile

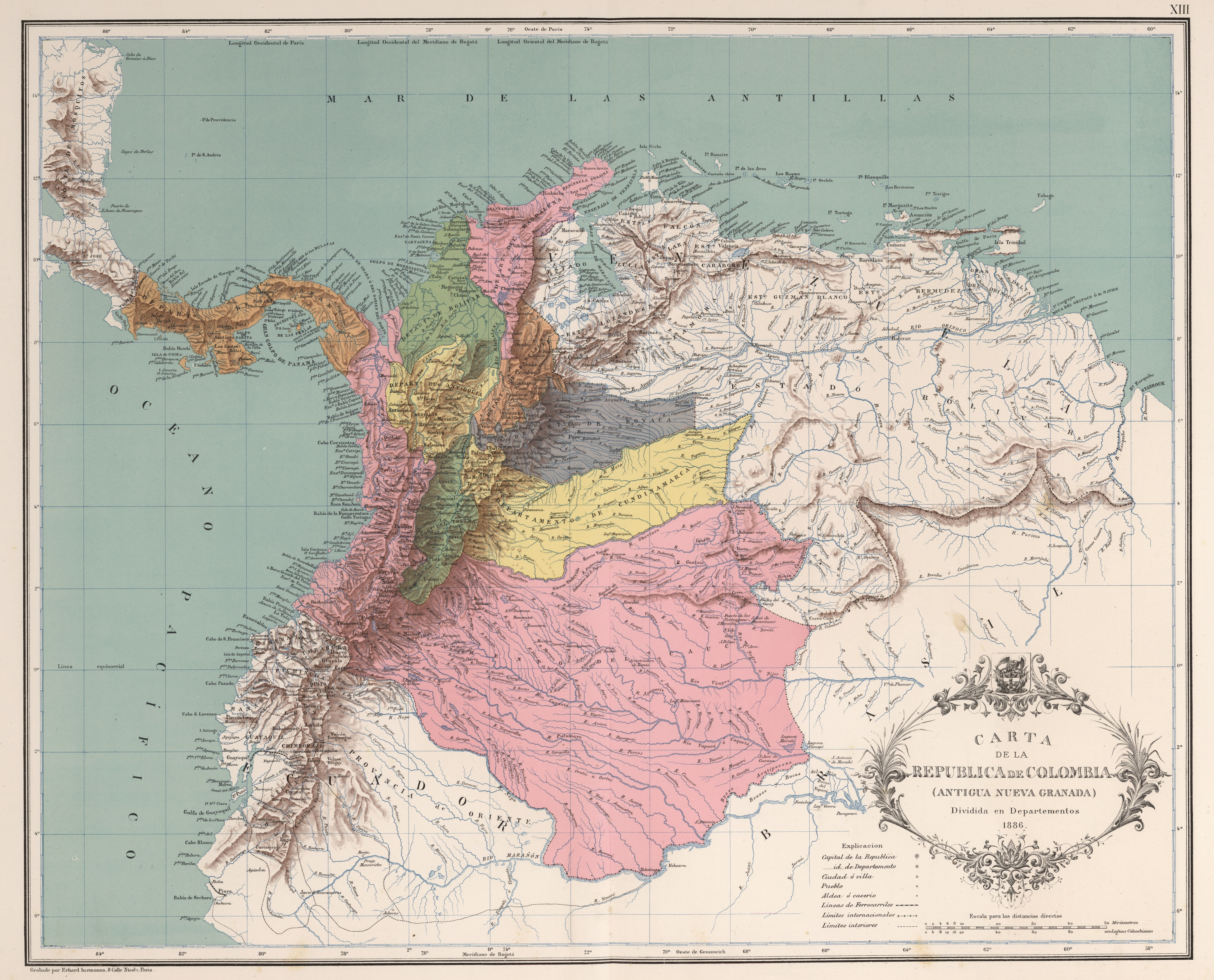
Mappa della Colombia nel 1890

Per tutto il XIX secolo la Colombia attraversò un periodo di forte instabilità politica, che portò alla guerra nel 1886. Nello stesso anno la Carta Costituzionale del 1863 venne cancellata e rimpiazzata da un nuovo testo costituzionale politicamente ispirato a politiche centriste e di tendenze conservatrici; la vecchia costituzione del 1863 era infatti stata criticata dalla classe politica conservatrice colombiana per la sua logica eccessivamente federalista, promossa dall'avverso Partito Liberale (in quel periodo storico al governo).
Ma nel periodo successivo alla promulgazione della nuova Carta Costituzionale del 1886 (denominato come il periodo della Regeneración), il nuovo regime centralista riuscì soltanto ad aggravare la situazione politica colombiana, facendo nascere sacche di aspro dissenso nelle province colombiane. Ed anche in campo economico il nuovo corso centrista non riuscì a risolvere gli ingenti problemi che attanagliavano la Colombia.
Il fattore scatenante della guerra civile fu il duro conflitto politico fra i Liberali e i Conservatori colombiani, o addirittura fra i quadri dei rispettivi partiti istituzionali e le loro frange radicali interne ad essi. Il clima politico divenne esplosivo con le elezioni del 1899, le quali vennero fraudolentemente truccate dal partito di governo dei Conservatori, allo scopo di rimanere in carica.
Il Presidente Manuel Antonio Sanclemente in quel frangente era troppo malato per poter gestire la fragile situazione politica, evidenziando un vuoto di potere che accentuò la radicalità dello scontro politico-sociale. La congiuntura politica e la crescente crisi economica avevano ormai creato una situazione esplosiva che necessitava soltanto di una piccola scintilla per deflagrare in una vera e propria guerra.

### La rivolta dei Liberali

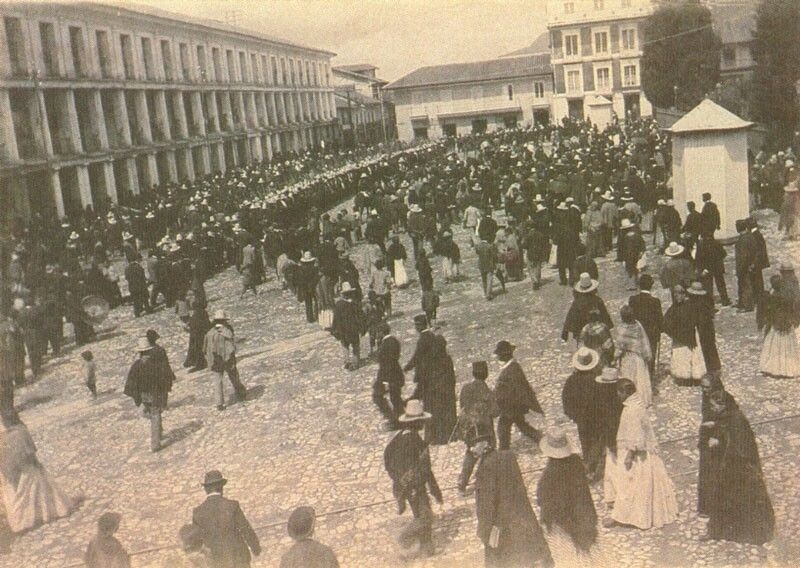
Reclutamento di contadini a Bogotà nel 1900

La data presa come riferimento storico per determinare l'inizio della guerra civile è il 20 ottobre 1899, ma per essere precisi, le vere e proprie ostilità cominciarono qualche giorno più tardi. Alcuni generali schierati con le forze politiche liberali si erano dimostrati imprudenti, volendo prendere le armi già il 17 ottobre, ma la reazione di molti liberali fu abbastanza titubante, non credendo infatti che disponessero delle forze sufficienti per poter gestire una vera e propria rivolta. Nonostante questi dubbi la ribellione al governo scoppiò nei dipartimenti di Socorro e Santander, con i rivoltosi che aspettavano rinforzi militari provenienti dal Venezuela.
Ma intanto il governo conservatore non era rimasto semplicemente inerte agli eventi; infatti si era impegnato nell'organizzare una vera e propria spedizione militare da inviare a Bucaramanga, la capitale del dipartimento di Santander. Ma questo corpo di spedizione non arrivò mai a destinazione, dato che le truppe si rifiutarono di accettare il pagamento in "buoni", metodo di pagamento a cui il governo si era dovuto adeguare per via della insistente crisi economica. Nessuno però si aspettava una guerra civile che sarebbe durata per tre anni e che avrebbe ridotto in rovina l'intero paese. Con il passare dei giorni, lo scontro si allargò a macchia d'olio, in ogni angolo della Repubblica.
La prima sconfitta dei Liberali si verificò già nel primo periodo della guerra civile, con la vittoria dei Conservatori nella battaglia del Magdalena River del 24 ottobre. Ma anche dal lato conservatore la situazione non era tranquilla, con il Partito Conservatore spaccato in due frazioni (da una parte gli Históricos, dall'altra i Nacionalistas) per via di divisioni interne dovute alla diversa visione del futuro della repubblica colombiana ed ai problemi più stringenti di gestione dell'ordine pubblico. Nel mentre, per ovviare allo stallo politico dovuto alla malattia del Presidente Sanclemente, quest'ultimo venne sostituito da José Manuel Marroquín; per tutta risposta, i Liberali nominarono come loro Presidente, Gabriel Vargas Santos.
Con l'andare dei mesi, lo scontro divenne sempre più cruento e sanguinario. La popolazione fu spinta a prendere posizione dai rispettivi contendenti, allo scopo di poter vantare un maggior peso numerico rispetto all'avversario, sforzi che si rivelarono presto illusori e inutili.
Con le battaglie di Peralonso e Palonegro il paese intero si rese finalmente conto del costo umano, sociale ed economico che la guerra civile stava causando. A Peralonso risultarono vittoriosi i Liberali, guidati dal generale Rafael Uribe Uribe, mentre a Palonegro, il 26 maggio 1900 furono i Conservatori a primeggiare in una battaglia di straordinaria violenza.

### L'inizio della fine
Dopo la battaglia di Palonegro, la guerra civile perse quasi tutto il suo significato originario per ognuna delle due fazioni rivali. Con la loro sconfitta, all'interno dei Liberali si misero in evidenza due frazioni interne, da una parte i pacifisti (o meglio, coloro che ritenevano inutile una prosecuzione dello scontro armato) e dall'altra i 'guerrafondai'. Anche i già accennati Conservatori Nazionalisti sostenevano che era ormai inutile una prosecuzione dello scontro armato con i Liberali, che in quel periodo interessava la provincia di Panama e la costa sul Mar dei Caraibi.
Con la decisione di voler sospendere le ostilità, si interruppe anche il processo di internazionalizzazione del conflitto, con il Venezuela in particolare, che sosteneva (per via del suo presidente Cipriano Castro) il Partito Liberale Colombiano, il quale sosteneva come futuro presidente il generale Uribe. Il 29 luglio 1901, al comando del presidente conservatore Marroquín, le truppe conservatrici riuscirono a tagliare fuori gli aiuti venezuelani destinati ai Liberali, che stavano subendo una sconfitta dietro l'altra per mano del generale conservatore Juan B. Tovar. Tutto ciò indusse il generale liberale Uribe a dichiarare che era ormai impossibile battere le forze conservatrici, e che ormai era convinto della necessità di arrendersi, anche se a certe condizioni.

### I trattati di pace

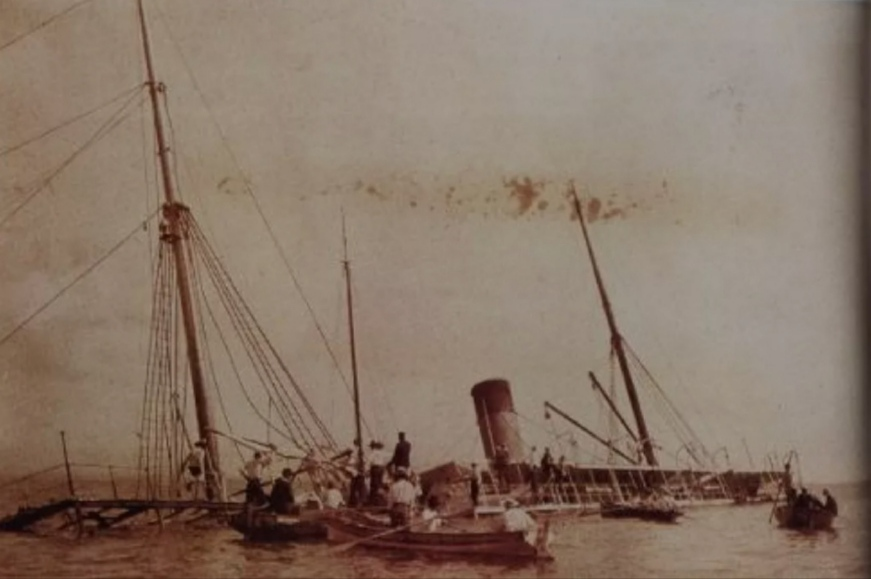
L'affondamento della Lautaro

Il trattato di pace venne firmato nella piantagione bananifera di Neerlandia il 24 ottobre 1902, anche se gli ultimi combattimenti durarono fino al novembre di quell'anno, limitatamente alla provincia di Panama. Dalla fine del 1901 gli scontri nella provincia panamense si erano addirittura accentuati, durante il quale lo scontro navale (datato 20 gennaio 1902 ed avuto luogo di fronte alla città di Panama) tra la 'Almirante Padillas' (dei liberali) e la 'Lautaro' (battente bandiera cilena, ma affittata ai conservatori), vide vittoriosa la nave dei Liberali e la morte del generale conservatore Carlos Albán; quest'ultimo, tra l'altro, era il rappresentante del governo colombiano a Panama.
Dopo la firma del trattato, il documento originale venne preso in consegna dalla Marina Statunitense per essere inviato al presidente Theodore Roosevelt, il quale ne prese visione per verificare la intangibilità degli interessi U.S.A. nella costruzione del canale di Panama. Ai Liberali, rappresentati dal generale Benjamin Herrera, fu poi ordinato di consegnare le armi senza resistenza alcuna.

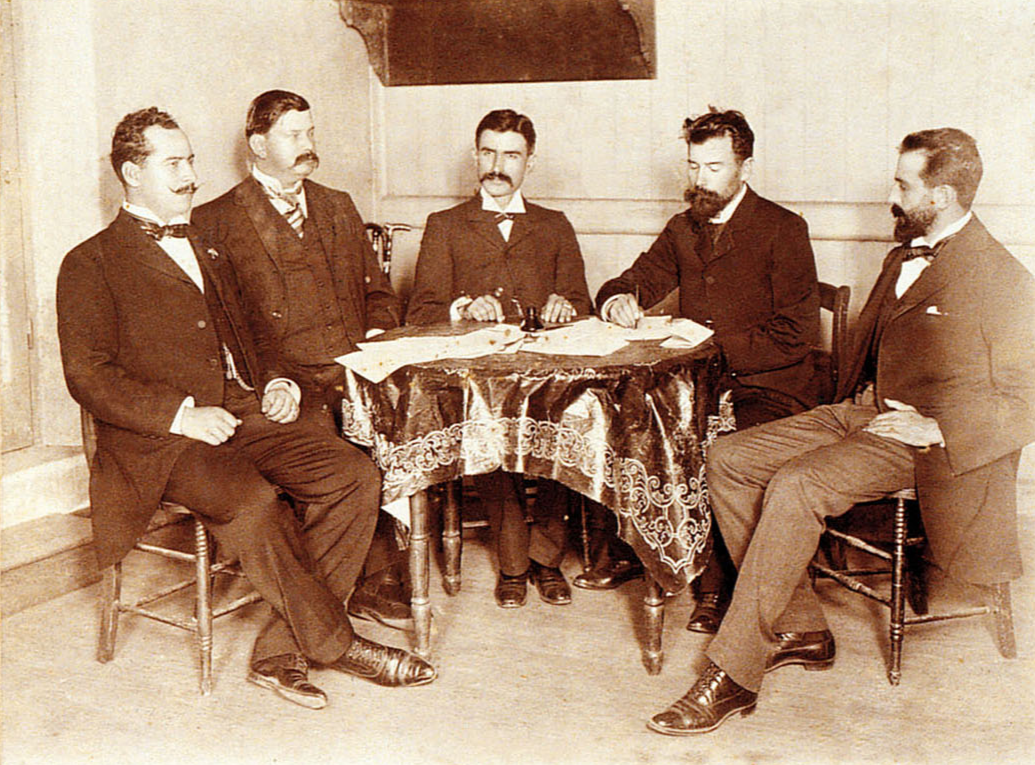
Firma del trattato sulla corazzata Wisconsin

Il trattato di pace definitivo venne siglato a bordo della corazzata statunitense 'Wisconsin' il 21 novembre del 1902. Al momento della firma i Liberali erano rappresentati dal generale Lucas Caballero Barrera, in qualità di Capo di Stato Maggiore dell'Esercito Unito di Cauca e Panama, e dal colonnello Eusebio A. Morales, in qualità di rappresentante del generale Benjamin Herrera e del Partito Liberale; dall'altra parte i Conservatori erano dal generale Víctor M. Salazar, governatore del dipartimento di Panama, e dal generale Alfredo Vázquez Cobo, Capo di Stato Maggiore dell'Esercito Conservatore nella Costa Atlantica, nel Pacifico ed a Panama (i rappresentanti conservatori firmarono anche in nome del governo colombiano).

### Le conseguenze della guerra
Dopo la guerra, la Colombia rimase totalmente devastata sotto tutti i punti di vista: la crisi che l'aveva preceduta si aggravò con la separazione di Panama del 3 novembre 1903.
Di fronte al rifiuto del trattato Herrán-Hay da parte della camera colombiana, i panamensi promossero le vecchie intenzioni di separazione e con l'appoggio militare e politico degli Stati Uniti dichiararono la loro indipendenza il 3 novembre del 1903. Alcuni giorni dopo, il governo e la camera panamense concessero agli Stati Uniti, attraverso il trattato di Hay-Bunau-Varilla, il controllo in concessione perenne dell'area del canale, il quale venne mantenuto fino al termine dei Trattati Torrijos-Carter.
D'altra parte gli Stati Uniti normalizzarono le proprie relazioni con la Colombia, attraverso il Trattato Urrutia-Thomson, firmato nell'aprile del 1914 durante il governo Carlo E. Restrepo. Con questo trattato, la Colombia riconobbe la separazione da Panama e fissò i confini con lo stesso. Da parte loro gli Stati Uniti si impegnarono a pagare 25 milioni di dollari alla Colombia come indennizzo per aver contribuito alla separazione.
Al paese spettò il compito di proteggere per circa 45 anni il delicato equilibrio della pace, finché la violenza bipartitica portò la tensione fuori controllo nel 1958 con il patto del Fronte Nazionale, il quale rappresentò il precedente dell'odierno conflitto armato tra la seconda metà del XX secolo e l'inizio del XXI secolo.